# Pisa Sporting Club 1963-1964
Questa voce raccoglie le informazioni riguardanti il Pisa Sporting Club nelle competizioni ufficiali della stagione 1963-1964.

## Rosa
| N. |                   | Ruolo | Calciatore            |
| -- | ----------------- | ----- | --------------------- |
|    | Italia (bandiera) | A     | Amedeo Balestrieri    |
|    | Italia (bandiera) | C     | Fabrizio Barontini    |
|    | Italia (bandiera) | P     | Franco Cacciatori     |
|    | Italia (bandiera) | C     | Carlo Cervetto        |
|    | Italia (bandiera) | P     | Ennio Ceschia         |
|    | Italia (bandiera) | A     | Giuseppe Cosma        |
|    | Italia (bandiera) | D     | Benito Davanzati      |
|    | Italia (bandiera) | P     | Giovanni De Min       |
|    | Italia (bandiera) | C     | Lino De Petrillo      |
|    | Italia (bandiera) | A     | Ferdinando Di Stefano |

| N. |                   | Ruolo | Calciatore         |
| -- | ----------------- | ----- | ------------------ |
|    | Italia (bandiera) | D     | Luciano Federici   |
|    | Italia (bandiera) | A     | Giuseppe Gagliardi |
|    | Italia (bandiera) | A     | Franco Ghiadoni    |
|    | Italia (bandiera) | C     | Bruno Gioia        |
|    | Italia (bandiera) | A     | Agide Lenzi        |
|    | Italia (bandiera) | D     | Carlo Ripari       |
|    | Italia (bandiera) | D     | Vittorio Risso     |
|    | Italia (bandiera) | D     | Bruno Romanini     |
|    | Italia (bandiera) | C     | Manlio Vigna       |